# Pauline Le Roy
Pauline Le Roy (Santiago de Chile, 12 de febrero de 1966), también conocida como Marina Germain, es una pintora y poeta chilena, creadora de vídeos de arte y audio poesía. Es directora de PEN Chile (poetas, ensayistas y novelistas, única asociación mundial de escritores) siendo Presidenta del Comité de Promoción de la Lectura, es miembro también de La Corporación Patrimonio Cultural de Chile, pertenece a la APECH (Asociación de Pintores y Escultores de Chile), es embajadora del Movimiento Chile País de Poetas, pertenece a su vez a Letras de Chile. Parte de su obra ha sido ha sido traducida al inglés, portugués, francés y catalán.

## Biografía
Hija de Eugenio Le Roy y Sylvia Montes Infante, es la segunda de cuatro hermanos. Nace en Santiago y de inmediato su familia se traslada a vivir a Ancud, isla de Chiloé, sur de Chile. Luego de cinco años viviendo en la isla, vuelven a Santiago, sus padres se separan y la familia se traslada a vivir a la pre cordillera, en el sector del Arrayán, en medio de la naturaleza, algo que será muy importante durante su vida. Estudia en el colegio francés Jeanne D´arc, formado por una congregación de Grenoble, Francia. A los diez años comienza a escribir un diario de vida, que luego derivará en su literatura, así mismo comienza a dibujar desde pequeña. A los quince años toma sus primeras lecciones de dibujo con el acuarelista chileno Carlos Castro Ossandón, quien decide impartirle clases de formación en figura humana. Luego seguirá estudiando como autodidacta con el pintor Gustavo Ross Arnello y así mismo tomando cursos en la Universidad Católica de Chile. A los veinte años comienza a crear su obra pictórica de estilo expresionista figurativo, pintando a su familia y personas cercanas para luego derivar en la creación de su propio estilo artístico en donde une a lo pictórico, el sentimiento humano. Sus escritos van acompañando su vida y su pintura, para tomar cada vez más fuerza lo que la lleva a estudiar poesía con el poeta chileno Paulo de Jolly, quien la apoya, enseña y dirige en su creación literaria.
Comienza así la publicación de su obra poética, la que se comienza a internacionalizar, editando en Estados Unidos y en España.
Pauline crea su literatura y su obra pictórica mientras educa a sus cinco hijos, Pilar, Eugenio, Ignacio, Pastor y Dominga, así mismo comienza a crear videos de arte, en donde lleva la poesía a diversos lugares de Chile y el mundo. Andacollo, Guanaqueros, la Cordillera de Los Andes, la zona del Maule, la isla de Chiloé, Coyhaique, en lago General Carrera y otros. En el extranjero crea vídeos de poesía en Estambul, Marrakech, Tánger, París, entre otros. Realiza viajes a Madrid y París en varias ocasiones para ver museos, vincularse con poetas y pintores, leyendo su poesía. Crea también un canal de audio para promover su poesía. Junto a otros pintores crea el primer grupo de artistas expresionistas en Chile, llamado Chilexpresionismo. Actualmente reside y trabaja en Santiago de Chile y mantiene proyectos en el extranjero.

## Trayectoria
Pauline Le Roy posee una vasta trayectoria como pintora, exponiendo en diversos lugares como Universidades y Corporaciones Culturales, además de galerías particulares.
Pauline estudia en Universidad Católica de Chile, pintura, así mismo estudia pintura y dibujo con el pintor Gustavo Ross, durante diez años.
Pauline es Directora de Pen Club de Chile.
Es miembro de la Sociedad de Escritores de Chile, la Asociación de Artistas Pintores y Escultores de Chile APECH, la Corporación Patrimonio Cultural de Chile, Mujeres en el Arte (MUART), y CÍRCULO, agrupación de 25 pintores chilenos de gran trayectoria nacional.
Creadora del grupo expresionista CHILEXPRESIONISMO.
Es embajadora en Santiago del Grupo Nacional de Escritores Chile País de Poetas.
Es miembro de Letras de Chile.
Pertenece a la Agrupación Chile-México Achimex

## Estilo
Su técnica es expresionista, dedicándose al retrato y la figura humana, desarrollados de forma antropológica y anatómica. Su pintura tiene gran potencia de expresión y un fuerte colorido y contenido.
En una entrevista le preguntaron a qué le da prioridad en el momento de pintar, si a los colores, formas o el contenido, a lo que respondió “le doy prioridad al contenido, a una idea que voy a desarrollar, utilizo el dibujo primero para lograr la imagen que mi mente desea, luego viene el color a través de las formas necesarias para lograr la idea, es decir, la obra que imagino.”

## Obras
2009: Libro de poesía “Magma” bajo el seudónimo de Marina Germain, editado por Bravo&Allende Editores, Santiago de Chile, con prólogo del poeta chileno Paulo de Jolly.
2009: Libro de Pintura “Paintings and Drawings” de Pauline Le Roy, Santiago de Chile  con una entrevista como prólogo, realizada por el pintor chileno Gustavo Ross.
2011: Libro de poesía “Himinam” de Editorial Baquiana, bajo el seudónimo de Marina Germain, Miami, Estados Unidos, con prólogo de la escritora cubana residente en Estados Unidos, Maricel Mayor Marsán, Miembro Correspondiente de La Academia Norteamericana de la Lengua Española.
2012: Libro de poesía “Vulom” de Editorial Voces Hoy, bajo el seudónimo de Marina Germain, Miami , Estados Unidos, con prólogo del escritor cubano residente en Estados Unidos, Ernesto R. Del Valle y también prólogo de Mercedes Eleine González, escritora cubana residente en Estados Unidos.
2013: Libro de poesía “Estambul” publicado bajo su nombre real de Pauline Le Roy, editado por Bravo&Allende, Santiago de Chile, edición bilingüe, español-inglés y con prólogo Del ex Embajador de Marruecos en Chile quien es escritor y crítico de arte, el señor Abdelkader Chaui.
2015: Libro de poesía ¨Amanto ¨, publicado por Editorial Lord Byron, Madrid España, bajo su nombre real de Pauline Le Roy.
2016: Libro de Poesía ¨ Neón¨ publicado por editorial Lord Byron, Madrid, España, bajo su nombre real de Pauline Le Roy.